# 八木直生
八木 直生（やぎ なおき、1991年12月18日 - ）は、群馬県出身の元サッカー選手、サッカー指導者。現役時のポジションはゴールキーパー。元U-18日本代表候補。

## 来歴
子供のころから身長が高く、小学6年時で176センチに到達。「身長を生かしたプレーをしたい」とサッカーを始めたという。
中学入学と同時にFWからGKへ転向。高校進学前にスカウトされ、群馬・桐生市から単身鹿島ユース入りした。
AFCチャンピオンズリーグ2008で、杉山哲が負傷のため決勝トーナメントの登録を外された際、杉山の背番号で登録。
2010年、鹿島ユースからトップチームへ昇格。高校、大学からの新人加入はないため、唯一の新人となった。
下部組織関係者は「あの身長は武器になるし、足元の技術もある」と今後への期待を口にしていた。
しかし、2013年1月に受けたメディカルチェックで心疾患が見つかった事が明らかになった。その後手術を受け復帰を目指したが、同年8月末をもって現役を引退し、9月1日に育成組織コーチに就任した。

## エピソード
- 靴のサイズは31cm。市販されていないサイズで、特別注文料金がかかるのが悩み。
- あだ名は「いまいち」。俳優の速水もこみちがコマーシャルで演じたキャラクター「速水いまいち」に顔立ちが似ていることが由来。
- 2010年～11年のオフシーズンの間に身長が1センチ伸びた。

## 所属クラブ
ユース経歴
- 広沢FC
- 2004年 - 2006年 桐生市立広沢中学校
- 2007年 - 2009年 鹿島アントラーズユース (鹿島学園高等学校)

プロ経歴
- 2010年 - 2013年8月 鹿島アントラーズ

## 個人成績
| 国内大会個人成績 | 国内大会個人成績 | 国内大会個人成績 | 国内大会個人成績 | 国内大会個人成績 | 国内大会個人成績 | 国内大会個人成績 | 国内大会個人成績 | 国内大会個人成績 | 国内大会個人成績 | 国内大会個人成績 | 国内大会個人成績 |
| 年度             | クラブ           | 背番号           | リーグ           | リーグ戦         | リーグ戦         | リーグ杯         | リーグ杯         | オープン杯       | オープン杯       | 期間通算         | 期間通算         |
| 年度             | クラブ           | 背番号           | リーグ           | 出場             | 得点             | 出場             | 得点             | 出場             | 得点             | 出場             | 得点             |
| 日本             | 日本             | 日本             | 日本             | リーグ戦         | リーグ戦         | リーグ杯         | リーグ杯         | 天皇杯           | 天皇杯           | 期間通算         | 期間通算         |
| ---------------- | ---------------- | ---------------- | ---------------- | ---------------- | ---------------- | ---------------- | ---------------- | ---------------- | ---------------- | ---------------- | ---------------- |
| 2010             | 鹿島             | 31               | J1               | 0                | 0                | 0                | 0                | 0                | 0                | 0                | 0                |
| 2011             | 鹿島             | 31               | J1               | 0                | 0                | 0                | 0                | 0                | 0                | 0                | 0                |
| 2012             | 鹿島             | 31               | J1               | 0                | 0                | 0                | 0                | 0                | 0                | 0                | 0                |
| 2013             | 鹿島             | 31               | J1               | 0                | 0                | 0                | 0                | -                | -                | 0                | 0                |
| 通算             | 日本             | 日本             | J1               | 0                | 0                | 0                | 0                | 0                | 0                | 0                | 0                |
| 総通算           | 総通算           | 総通算           | 総通算           | 0                | 0                | 0                | 0                | 0                | 0                | 0                | 0                |

| 国際大会個人成績 | 国際大会個人成績 | 国際大会個人成績 | 国際大会個人成績 | 国際大会個人成績 |
| 年度             | クラブ           | 背番号           | 出場             | 得点             |
| AFC              | AFC              | AFC              | ACL              | ACL              |
| ---------------- | ---------------- | ---------------- | ---------------- | ---------------- |
| 2010             | 鹿島             | 31               | 0                | 0                |
| 2011             | 鹿島             | 31               | 0                | 0                |
| 通算             | AFC              | AFC              | 0                | 0                |

## タイトル

### クラブ
鹿島アントラーズ
- ヤマザキナビスコカップ：2回 (2011年, 2012年)
- 天皇杯：1回 (2010年)
- スルガ銀行チャンピオンシップ：2回 (2012年, 2013年)
- FUJI XEROX SUPER CUP：1回 (2010年)

## 代表歴
- U-18日本代表候補

## 指導歴
- 2013年9月 - 2015年 鹿島アントラーズ育成組織コーチ
- 2015年  鹿島アントラーズジュニアコーチ
- 2021年　FC COLORZコーチ